# Landesteilung
Unter einer Landesteilung versteht man die einvernehmliche oder aufgezwungene Partition (Aufteilung) eines Landes, aus einem vorher einer einheitlichen Regierung und Verwaltung unterstehenden Gebiet entstehen also nach der Teilung zwei oder mehr voneinander unabhängige Gebiete.

## Arten der Landesteilung
Zu Landesteilung kann es aus verschiedenen Gründen kommen. So lassen sich
- Landesteilungen aus dynastischen Gründen (Landesteilungen im engeren Sinne) und
- Landesteilungen aus politischen Gründen (z. B. kriegerische Auseinandersetzungen) unterscheiden.

## Landesteilungen aus dynastischen Gründen
Die weitaus häufigste Form der Landesteilungen sind Landesteilungen, die aus dynastischen Gründen erfolgten. Vor allem zwei Konstellationen führten in der Geschichte zu solchen dynastischen Landesteilungen:
- ein Herrscher (Monarch) verstirbt unter Hinterlassung mehrerer Nachkommen (Erbe);
- ein Herrscher verstirbt ohne Hinterlassung von Nachkommen, mehrere Verwandte machen Ansprüche auf das Erbe des Verstorbenen gelten.

Hat ein Herrscher beim Versterben mehrere Nachkommen (d. h. in der Regel Söhne, da Töchter aufgrund des in fast allen deutschen Staaten geltenden Salischen Rechts nicht zur Thronfolge berufen waren) stellte sich die Frage, wie das entsprechende Land unter den Abkömmlingen aufzuteilen war. Entweder einer der Abkömmlinge (in der Regel der Älteste) erbte allein alles, jüngere Brüder wurden gegebenenfalls durch Geld- oder Realzahlungen abgefunden (Prinzip der Primogenitur), oder das Land wurde unter den Abkömmlingen aufgeteilt (Prinzip der Realteilung). Im zweiten Falle kommt es zu einer Landesteilung.
Verstirbt ein Herrscher ohne Nachkommen, so stirbt seine Linie mit ihm aus. Verwandte aus Seitenlinien machen dann Ansprüche auf das Erbe geltend, wobei es vorkommen kann, dass verschiedene Verwandte Ansprüche geltend machen können. Häufig wurde das Land dann unter diesen Verwandten geteilt.
Ein bekanntes Beispiel für den ersten Fall stellt die Teilung des Römischen Reiches 395 dar. Nach dem Tode Kaisers Theodosius I. wurde sein Reich unter seinen beiden Söhnen Honorius und Arcadius geteilt, es entstanden das Weströmische und das Oströmische Reich.
Als Beispiel für den zweiten Fall mag das Aussterben der Ludowinger mit dem Tode Heinrich Raspe im Jahr 1247 gelten. Auf die Besitzungen der Ludowinger (im Wesentlichen die heutigen Bundesländer Thüringen und Hessen) machten sowohl die Wettiner als auch das Haus Brabant Erbansprüche geltend, die beide in weiblicher Linie mit den ausgestorbenen Ludowingern verwandt waren. Es kam zu einem Erbfolgekrieg (Thüringisch-hessischer Erbfolgekrieg), im Ergebnis wurden die Besitzungen der Ludowinger geteilt, Hessen fiel an das Haus Brabant, Thüringen an die Wettiner.
Oftmals war mit der Landesteilung nicht beabsichtigt, dass sich dauerhaft zwei unterschiedliche Staatswesen entwickeln. Vielmehr sollten beide Teile weiterhin als Einheit gesehen werden, so beispielsweise auch bei der beschriebenen Teilung des Römischen Reiches. Erfahrungsgemäß entwickelten sich die Landesteile jedoch auseinander, besonders wenn die Teilung über mehrere Generationen andauerte. Verstärkt wurde dies natürlich, wenn die verschiedenen Teilstaaten sich auch kulturell unterschieden, wie beispielsweise das Weströmische Reich lateinisch, das Oströmische Reich dagegen griechisch geprägt war.
Das Vorgehen bei der Teilung war durchaus verschieden. In einigen Dynastien hatte sich der Brauch eingebürgert, dass der älteste Bruder einen Teilungsvorschlag ausarbeitet, die anderen Brüder konnten dann der Reihe nach einen Landesteil wählen, der älteste Bruder verblieb mit dem übriggebliebenen Landesteil. So sollte verhindert werden, dass einer der Teilenden die anderen Brüder übervorteilt. Später wurde vor allem nach Ämtern geteilt (in vielen deutschen Ländern die kleinste Verwaltungseinheit). Jeder Bruder erhielt dabei Ämter, die ihm ungefähr gleiche Einkünfte garantierten, dabei wurde weniger Wert darauf gelegt, dass zusammenhängende Staatsgebilde entstanden. Es kam deshalb zu einer Vielzahl von Enklaven und Exklaven, besonders in Thüringen und Schleswig-Holstein. 
Im Heiligen Römischen Reich der Neuzeit spielte  ab 1495 auch die Stimmberechtigung auf dem nunmehr fest institutionalisierten Reichstag eine gewichtige Rolle. Blieb die Stimme auf der Fürsten- oder Reichsgrafenbank ungeteilt, handelte es sich nicht eigentlich um eine Landesteilung, sondern lediglich um ein Kondominium innerhalb eines reichsrechtlich ungeteilten Territoriums. Die Mit-Regenten mussten sich dann vorab über die Stimmführung einigen, erforderlichenfalls durch Mehrheitsbeschluss; wie sie unter sich die Verwaltung aufteilten, blieb nach außen hin irrelevant. Manchmal erhielt auch nur der älteste Bruder als Landesherr die volle Regierungshoheit über das Land (Landeshoheit), während die weiteren Brüder nur beschränkte Regierungsgewalt ausübten (vgl. abgeteilte Landesherrschaften in Schleswig-Holstein, Länder ohne eigene Landeshoheit in Thüringen). Wenn Familienmitglieder lediglich mit der Verwaltung (untergeordneten Hoheitsrechten über „Land und Leute“) sowie den Einkünften von regionalen Ämtern ohne eigene Landeshoheit ausgestattet wurden, spricht man von einem Paragium. Eine Apanage war die Abfindung nichtregierender Agnaten mit Landbesitz, Einkünften aus Liegenschaften oder Geldzahlungen ohne Hoheitsrechte.

## Landesteilungen aus politischen Gründen
Auch aus politischen Gründen kam es zu Landesteilungen, die nicht in erbrechtlichen Problemen der herrschenden Dynastie begründet lagen. So spaltete man aufgrund andauernder Unbotmässigkeiten der nach Unabhängigkeit strebenden Herzöge im frühen Reich von Bayern das spätere Kärnten, Österreich und das heutige Friaul – julisch Venetien ab. Auch Kaiser Friedrich I. Barbarossa teilte beispielsweise nach dem Sturz Heinrich des Löwen 1180 dessen Herzogtümer Bayern und Sachsen. Aus Bayern entstand neben dem bayerischen Nachfolgestaat so auch die Steiermark und die Markgrafschaft Istrien, aus Sachsen u. a. die Herzogtümer Westfalen, Sachsen-Lauenburg und Braunschweig-Lüneburg. 
Auch bei der Auflösung moderner Staaten (z. B. der Tschechoslowakei 1993 in Tschechien und die Slowakei) handelt es sich nach obiger Definition eigentlich um Landesteilungen aus politischen Gründen, auch wenn der Ausdruck Landesteilung dafür nur sehr selten benutzt wird. Andere Beispiele für eine Teilung aus politischen Gründen sind beispielsweise die drei Polnischen Teilungen oder die Deutsche Teilung in die Bundesrepublik Deutschland und die Deutsche Demokratische Republik nach Ende des Zweiten Weltkrieges.

## Beispiele für Teilungen
Landesteilungen fanden besonders in der deutschen Geschichte zahlreich statt und hatten einen wesentlichen Anteil daran, dass sich auf „deutschem“ Gebiet (also im Wesentlichen im Heiligen Römischen Reich) im Spätmittelalter und in der frühen Neuzeit ein bunter Flickenteppich verschiedener Territorien, die deutsche Kleinstaaterei entwickelte.
- die Altenburger Teilung
- die Chemnitzer Teilung
- die Erfurter Teilung
- die Leipziger Teilung
- die Teilung von Prüm
- die Ernestinische Teilung
- die Teilung Berlins
- die Deutsche Teilung
- die Teilungen Polens

### DasFrankenreichunter denMerowingern
- 511: Nach dem Tode Chlodwig I. teilen seine Söhne das Reich. Es entstehen die Teilreich von Reims (Theuderich I.), Soissons (Chlothar I.), Paris (Childebert I.) und Orléans (Chlodomer).
- 524: Nach dem Tode Chlodomers von Orléans wird sein Reichsteil unter seinen Brüdern Childerbert I. und Chlotar I. geteilt.
- 561: Nach dem Tode Chlotar I. wird das zwischenzeitlich wiedervereinigte Frankenreich unter Chlotars Söhnen erneut geteilt. Es entstehen die Teilreiche von Paris (Charibert I.), Orléans (Guntram I.), Reims (Sigibert I.) und Soissons (Chilperich I.)
- 567: Nach dem Tode Charibert I. von Paris wird sein Reich unter seinen Brüdern Guntram I., Sigibert I. und Chilperich I. geteilt.
- 596: Nach dem Tode Childebert II. wird sein Reich unter seinen beiden Söhnen aufgeteilt: Theudebert II. erhält Austrien (Residenzstadt Metz), Theuderich II. erhält Burgund (Residenzstadt Chalon-sur-Saône).
- 623: Chlothar II., der über das zwischenzeitlich erneut wiedervereinigte Frankenreich herrschte, teilte sein Reich. Er behielt Neustrien und Burgund, während für seinen ältesten Sohn Dagobert I. Austrien abgeteilt wurde.
- 639: Beim Tode Dagobert I. wird sein Reich unter seinen beiden Söhnen geteilt: Sigibert III. erhält Austrien, Chlodwig II. Neustrien und Burgund.
- 675: Nach der Ermordung des Königs Childerich II., der das zwischenzeitlich erneut vereinigte Frankenreich regierte, kommt es zum Bürgerkrieg und zu einer erneuten Reichsteilung. Theuderich III. erhält (erneut) Neustrien und Burgund, Dagobert II. Austrien.

### Das Frankenreich unter denKarolingern
- 843: Im Vertrag von Verdun teilen die Enkel Karls des Großen das Reich. Es entsteht das Westfrankenreich unter Karl II., dem Kahlen, das Ostfrankenreich unter Ludwig II., „dem Deutschen“ und Lotharingen unter Lothar I.
- 855: In der Teilung von Prüm wird Lotharingen unter den Söhnen Lothar I. aufgeteilt. Ludwig II. erhält Italien, Lothar II. Lotharingen und Karl die Provence.
- 863: Nach dem Tode Karls von der Provence wird sein Reich unter seinen beiden Brüdern Kaiser Ludwig II. und Lothar II. von Lotharingen geteilt.
- 870: Im Vertrag von Meersen wird nach dem Tode Lothar II. dessen Reich unter Karl dem Kahlen und Ludwig dem Deutschen aufgeteilt.
- 880: Im Vertrag von Ribemont zwischen Ludwig III., dem Jüngeren des Ostfrankenreichs und Ludwig III. des Westfrankenreichs wird die Grenze zwischen beiden Teilreichen endgültig festgelegt. Die Fränkische Reichsteilung kommt damit zu ihrem Abschluss, aus den beiden Teilreich entwickeln sich später die unabhängigen Staaten Frankreich und Deutschland.

### Landesteilungen innerhalb der deutschen Dynastien

#### Askanier
- 1212: Nach dem Tode Herzogs Bernhard von Sachsen teilen seine beiden Söhne den Besitz ihres Vaters. Es entsteht eine sächsische (Albrecht I) und eine anhaltische Linie (Heinrich I., der Fette) Linie.

##### Askanier, anhaltische Linie

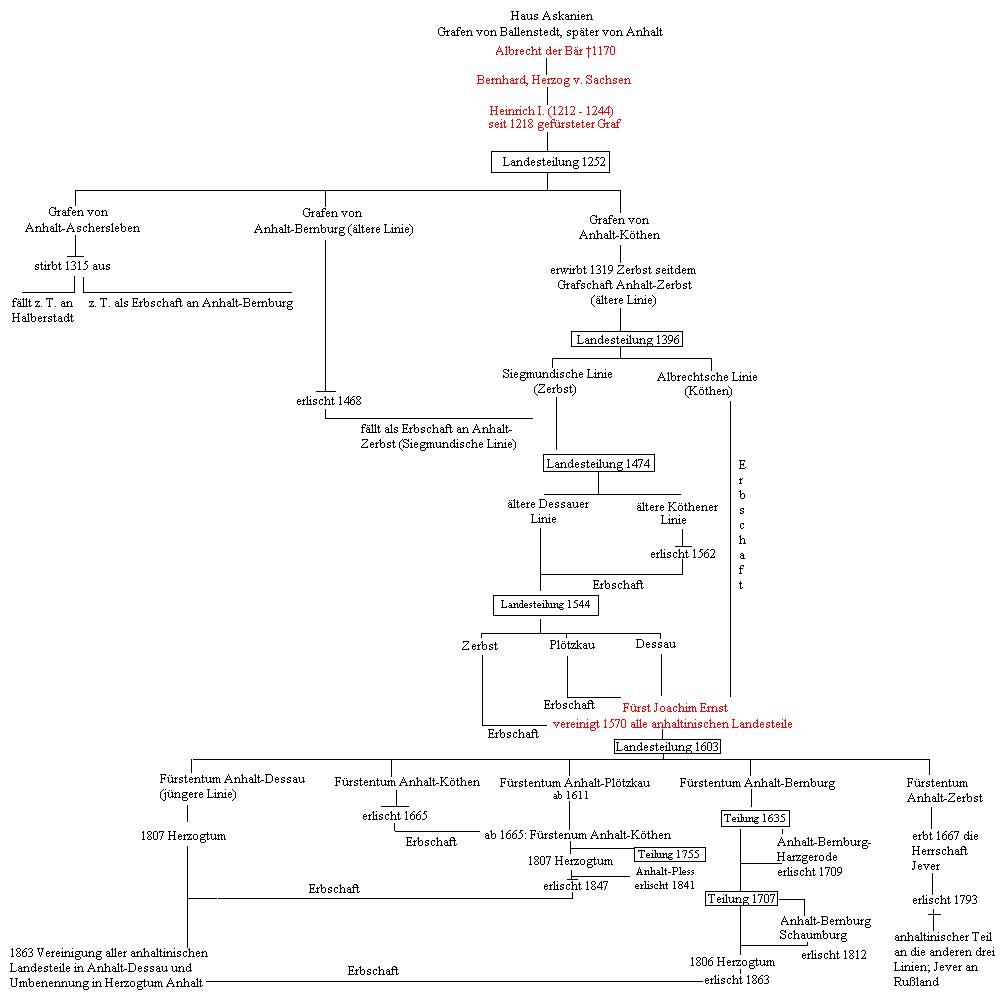
Schematische Darstellung der anhaltischen Landesteilungen

- 1252, Erste Anhaltische Teilung: Nach dem Tode Heinrich I., des Fetten, teilen seine drei Söhne das Land. Es entstehen Anhalt-Aschersleben (Heinrich II.), Anhalt-Bernburg (ältere Linie) (Bernhard I.) und Anhalt-Köthen (Siegfried I.).
- 1396: Siegmund I. von Anhalt-Zerbst teilt sein Land. Für seinen ältesten Sohn Albrecht III. wird Anhalt-Köthen abgetrennt, dieser gründet die sogenannte albrechtsche Linie, nach dem Tode Siegmund I. erben seine weiteren vier Kinder Anhalt-Zerbst (Sigmundische Linie).
- 1474: Nach dem Tode Georg I. von Anhalt-Zerbst (sigmundische Linie) teilen seine drei Kinder das Land. Es entsteht Anhalt-Dessau (ältere Linie) und Anhalt-Köthen (ältere Linie).
- 1544: Die drei Brüder Johann IV., Joachim und Georg III., der Gottselige, aus der sigmundische Linie teilen ihr Land. Es entstehen die Fürstentümer Anhalt-Zerbst (Johann IV.), Anhalt-Plötzkau (Georg III.) und Anhalt-Dessau (Joachim).
- 1603, Zweite Anhaltische Teilung: Kurze Zeit nach dem Tode (1586) des Fürsten Joachim Ernst, der durch Erbschaft alle anhaltischen Territorien in seiner Hand vereinigt hatte, teilen vier seiner fünf Söhne, die das Land zunächst gemeinsam regiert hatten, dieses erneut. Es entstehen Anhalt-Dessau, jüngere Linie (Johann Georg I.), Anhalt-Köthen (Ludwig I.), Anhalt-Bernburg (Christian I.) und Anhalt-Zerbst (Rudolf I.)
- 1611: August, der fünfte Sohn Joachim Ernst, der bei der Teilung von 1603 zunächst leer ausgegangen war, erhält ebenfalls sein eigenes Land. Das Fürstentum Anhalt-Plötzkau ersteht, durch Abtrennung von Anhalt-Bernburg, erneut.
- 1635: Anhalt(-Bernburg)-Harzgerode (Friedrich) wird von Anhalt-Bernburg abgeteilt.
- 1707: Anhalt-Bernburg-Schaumburg-Hoym (Lebrecht) wird von Anhalt-Bernburg abgeteilt.
- 1755: Anhalt(-Köthen)-Pless (Friedrich Erdmann) wird von Anhalt Köthen abgeteilt.
- 1793: Mit dem Tode von Friedrich August von Anhalt-Zerbst erlischt diese Linie. Anhalt-Zerbst wird unter Anhalt-Bernburg, Anhalt-Köthen und Anhalt-Dessau aufgeteilt.

##### Askanier, sächsische Linie
- 1269: Kurze Zeit nach dem Tode (1260) von Herzog Albrecht I. teilen dessen beide Söhne Albrecht II. und Johann I. das Erbe ihres Vaters. Es entstehen die Länder Sachsen-Wittenberg (Albrecht II.) und Sachsen-Lauenburg (Johann I.)
- 1305: Die drei Brüder Johann II., Erich I. und Albrecht III. teilen das Herzogtum Sachsen-Lauenburg. Es entsteht eine Ratzeburg-Möllner Linie (Johann II.) und eine Bergedorf-Möllner Linie (Erich I. und Albrecht III.)

#### Badener
- um 1070: Die Brüder Hermann I. und Berthold II. teilen ihren Besitz. Es entsteht die markgraflich Badener Linie der Hermanne und die herzoglich zähringer Linie der Bertholde.
- 1190: Die Brüder Hermann V. und Heinrich I. teilen den hermannischen Besitz. Von der Markgrafschaft Baden, die bei Hermann V. bleibt, wird die Nebenlinie Baden-Hachberg (Heinrich I.) abgeteilt.
- 1290: Von Baden-Hachberg spaltet sich Baden(-Hachberg)-Sausenberg, das spätere Markgräflerland ab (Rudolf I.)
- 1533: Die Brüder Bernhard III. und Ernst I. teilen die Markgrafschaft Baden. Es entsteht eine katholische „bernhardinische“ Linie (Baden-Baden) und eine protestantische „ernestinische“ Linie (Baden-Durlach).
- 1584: Die drei Brüder Ernst Friedrich, Jakob III. und Georg Friedrich teilen die Markgrafschaft Baden-Durlach. Es entstehen die Untere Markgrafschaft Baden-Durlach und Pforzheim (Ernst Friedrich), die Markgrafschaft Baden-Hachberg (Jakob III.) und die Obere Markgrafschaft Baden-Baden (Georg Friedrich).

#### Mecklenburger (Obodriten)
- 1229, 1621 und 1701: siehe Mecklenburgische Hauptlandesteilung

#### Welfen
- 1269, Zweite Welfische Teilung: Kurz nach dem Tode (1252) des Herzogs Otto des Kindes wird das Herzogtum Braunschweig-Lüneburg von seinen beiden Söhnen Albrecht dem Langen oder dem Großen und Johann I. geteilt. Es entstanden die Fürstentümer Braunschweig-Wolfenbüttel (Älteres Haus Braunschweig, Albrecht der Große) und Lüneburg (Älteres Haus Lüneburg, Johann I.)
- 1285, Dritte Welfische Teilung: Nach dem Tode (1279) Albrecht des Großen teilen seine drei Söhne das Fürstentum Braunschweig-Lüneburg. Heinrich I., „der Wunderliche“ erhält Braunschweig-Grubenhagen, Albrecht II., der Fette Braunschweig-Göttingen und Wilhelm I. das verkleinerte Fürstentum Braunschweig-Wolfenbüttel.
- 1345, Fünfte Welfische Teilung: Nach dem Tode Otto des Milden von Braunschweig-Göttingen, der ebenfalls Braunschweig-Wolfenbüttel regierte teilen seine beiden Brüder Magnus I., der Fromme und Ernst I. das Land erneut. Magnus I. erhielt Braunschweig-Wolfenbüttel, Ernst I. Braunschweig-Göttingen.
- 1373, Sechste Welfische Teilung: Nachdem 1369 das Ältere Haus Lüneburg mit dem Tode Wilhelm II. ausstarb, fiel Lüneburg nach dem Lüneburger Erbfolgekrieg an Braunschweig-Wolfenbüttel (Herzog Magnus II. Torquatus). Nach dessen Tod teilten seine drei Söhne Friedrich, Bernhard I. und Heinrich I., der Milde das Land. Friedrich erhielt Braunschweig-Wolfenbüttel, Bernhard I. und Heinrich der Milde gemeinsam Lüneburg.
- 1409, Siebte Welfische Teilung: Nach dem Tode Friedrichs von Braunschweig-Wolfenbüttel im Jahre 1400 regieren seine beiden Brüder die Lande Braunschweig und Lüneburg gemeinsam, ehe es 1409 zur neuerlichen Teilung kommt, in der Bernhard I. Braunschweig-Wolfenbüttel und Heinrich der Milde Lüneburg erhält.
- 1428, Achte Welfische Teilung: Nach dem Tode Heinrich des Milden einigte sich Bernhard I. mit dessen Söhnen auf eine erneute Teilung. Wilhelm I., der Siegreiche und sein Bruder Heinrich erhalten Braunschweig-Wolfenbüttel, während Bernhard I. Lüneburg übernimmt (Mittleres Haus Lüneburg).
- 1491, Neunte Welfische Teilung:

#### Wettiner:Ernestiner
- 1572: siehe Erfurter Teilung.
- 1826: siehe Teilungsvertrag zu Hildburghausen.

#### Wittelsbacher
- 1255, erste Bayerische Landesteilung: Nach dem Tode Herzog Otto II., des Erlauchten teilen dessen beide Söhne das Land. Ludwig II., der Strenge erhält Oberbayern und die Pfalzgrafschaft bei Rhein, Heinrich XIII. Niederbayern.
- 1329, Hausvertrag von Pavia: Kaiser Ludwig IV. der Bayer, teilt sein Reich mit seinen beiden Neffen Rudolf II., dem Blinden, und Ruprecht I., dem Roten. Ludwig der Bayer behielt Oberbayern, Rudolf der Blinde und Ruprecht der Rote erhielten die Kurpfalz und die Oberpfalz. Das Haus Wittelsbach spaltet sich in eine bayerische und eine kurpfälzische Linie.

##### Wittelsbacher, bayerische Linie
- 1349, Landsberger Vertrag (zweite bayerische Landesteilung): Nach dem Tode Ludwigs IV. des Bayern teilen dessen sechs Söhne das Land. Ludwig V., der Ältere, Ludwig VI., der Römer und Otto V., der Faule erhalten zusammen Oberbayern, Stephan II., Wilhelm I. und Albrecht I. erhalten zusammen Niederbayern.
- 1353, Regensburger Vertrag: Niederbayern wird geteilt. Stephan II. erhält Bayern-Landshut, Wilhelm I. und Albrecht I. erhalten zusammen Straubing-Holland.
- 1392, dritte bayerische Landesteilung: Nach dem Tode Stephan II. wird Niederbayern unter seinen drei Söhnen aufgeteilt. Stephan III. erhielt Bayern-Ingolstadt, Friedrich der Weise Bayern-Landshut und Johann II. Bayern-München.